# Kielcza

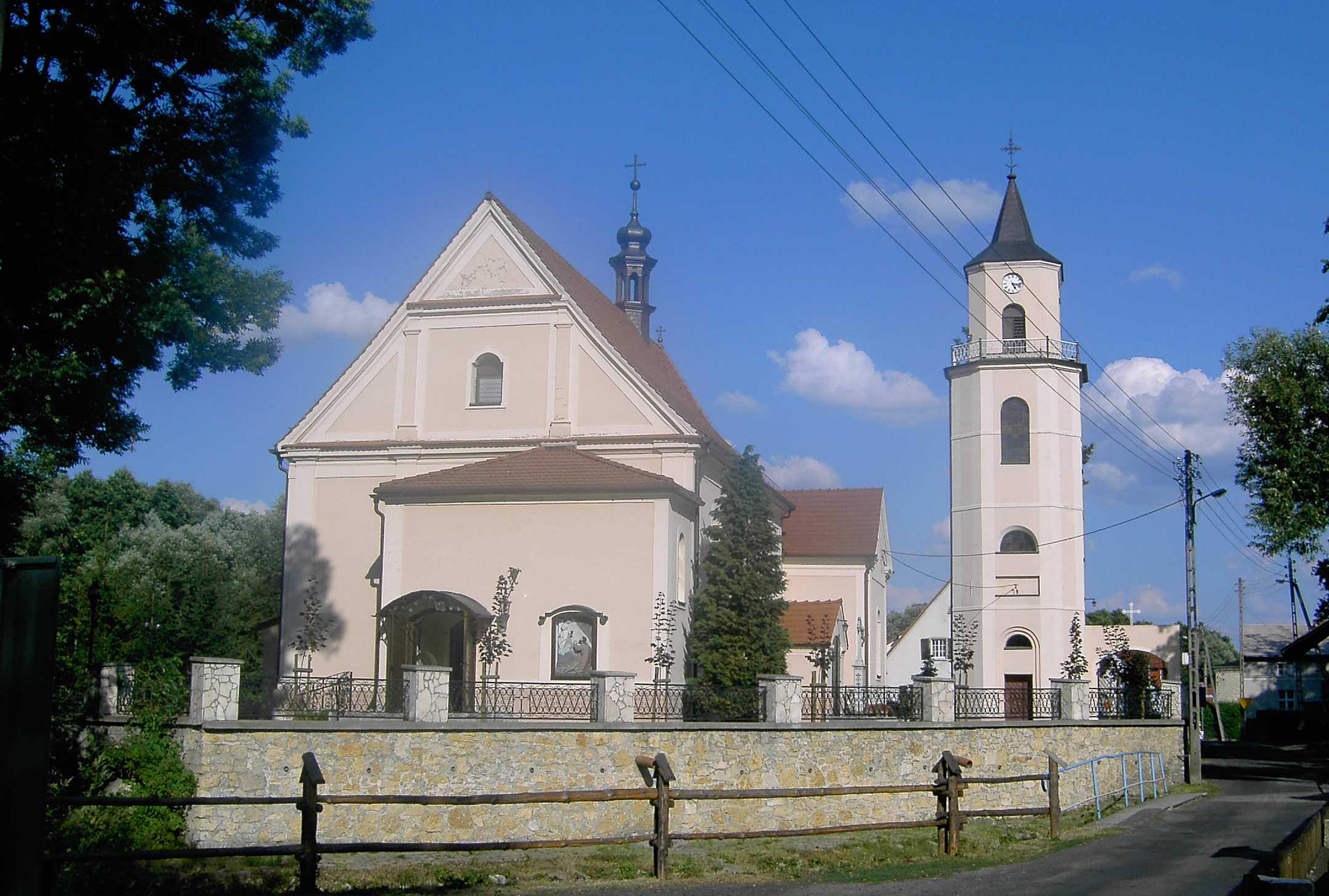
Westseite der Kirche St. Bartholomäus

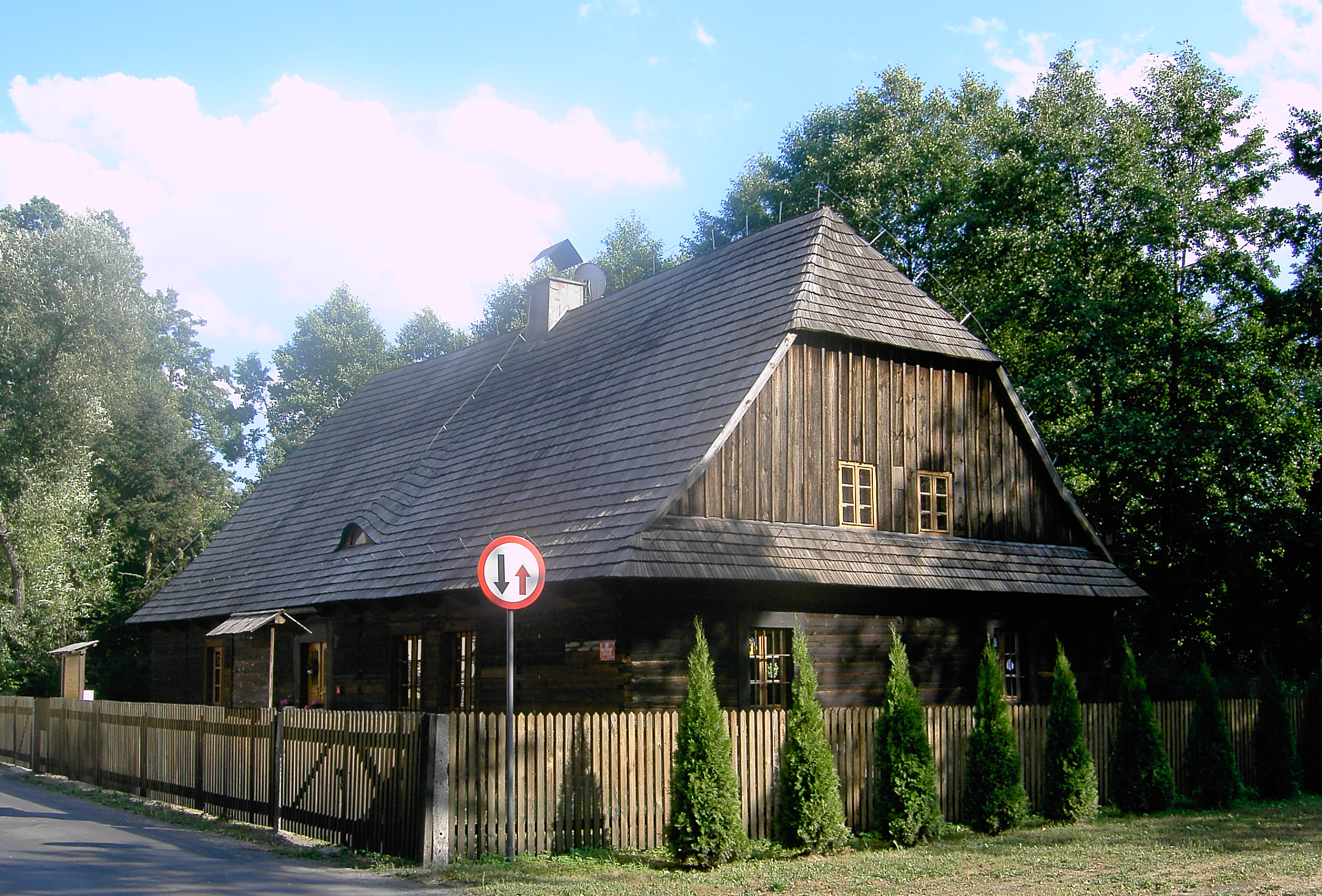
Holzhaus

Kielcza (deutsch: Keltsch, 1936–1945 Keilerswalde) ist ein Straßenangerdorf mit etwa 1930 Einwohnern in der Gmina Zawadzkie im Powiat Strzelecki der Woiwodschaft Opole (Oppeln) in Polen.

## Geographie
Kielcza liegt etwa 50 Kilometer südöstlich von Opole und 50 Kilometer nordwestlich von Katowice (Kattowitz), an der Grenze zur Woiwodschaft Schlesien. Die Kreisstadt Strzelce Opolskie (Groß Strehlitz) ist etwa 18 Kilometer entfernt. Durch den Ort fließt die Malapane. Etwa 95 Prozent der Häuser liegen etwa acht bis zehn Metern über dem Flussniveau. Bei Hochwasser, wie z. B. beim Oderhochwasser 1997, sind nur wenige Häuser von den Überschwemmungen der Malapane betroffen gewesen. Der hohe Grundwasserspiegel führt allerdings bei starken und lang andauernden Regenfällen zur Überflutung von Kellern.

## Geschichte
1309 wurden erstmals drei Orte mit den Namen „Kelcza Scarbinu“, „Kelcza Wolczhiborni“ und „item alia Kelcza“ erwähnt.
1777 wurde die hölzerne Kirche von Keltsch durch ein Unwetter zerstört. 1779 folgte ein steinerner Neubau. 1831 wurde Sandowitz Teil der Pfarrgemeinde Keltsch.
Am 30. September 1928 wurde der Gutsbezirk Keltsch in die Landgemeinde Keltsch eingegliedert. 1933 hatte Keltsch 1486 Einwohner. Am 4. Juli 1936 wurde Keltsch in Keilerswalde umbenannt. 1939 hatte Keilerswalde 1766 Einwohner.
1972 wurde die Gmina Zawadzkie gegründet, der Kielcza eingegliedert wurde.

## Verkehr
Der Bahnhof Kielcza liegt an der (hier) nur noch im Güterverkehr betriebenen Bahnstrecke Tarnowskie Góry–Opole.

## Sehenswürdigkeiten
- Das bedeutendste Bauwerk von Kielcza ist die barocke Pfarrkirche St. Bartholomäus. Sie wurde von 1777 bis 1779 auf den Ruinen des hölzernen Vorgängerbaus erbaut. Sie besteht aus dem Kirchengebäude und einem freistehenden Kirchturm. Der ursprüngliche Kirchturm besaß lediglich eine Höhe von neun Metern und wurde im Jahr 1903 auf 20 Meter aufgestockt. Die älteste Glocke der Kirche stammt aus dem Jahr 1467. Sie wurde Ende des 19. Jahrhunderts/Anfang des 20. Jahrhunderts von der St.-Michaels-Pfarrgemeinde in Waldenburg erworben.

- Holzhaus, errichtet von Pfarrer Franz Heisig im Jahr 1832. Lange Zeit wurde sie als Hospital, u. a. während einer Choleraepidemie, genutzt. Während der sozialistischen Ära verfiel sie. Nach der politischen Wende konnte vor dem endgültigen Verfall gerettet und renoviert werden. Sie ist heute das älteste Gebäude in der Gemeinde Zawadzkie und dokumentiert die historische Form des Hausbaus in der Region. Die Hütte wird derzeit als Museum, Pfarrbibliothek und Kulturheim genutzt.

## Wappen

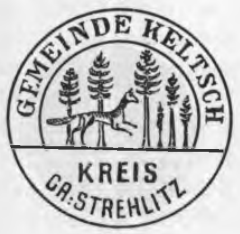
Altes Siegel der Gemeinde

Alte Siegel und Stempel des Ortes zeigen einen durch den Wald nach links springenden Hirsch.

## Persönlichkeiten
Der bekannteste Sohn des Ortes ist der Dominikanerpater und Autor des bekanntesten mittelalterlichen, polnischen Hymnus' „Gaude Mater Polonia“  Vincentius de Kielcza (polnisch Wincenty z Kielczy, auch Wincenty z Kielc bzw. Mistrz Wincenty). Lange Zeit nahm man an, dass Vincentius aus Kielce stammt, da er ursprünglich unter dem Namenszusatz „de Kielc“ bekannt war. Erst zur Feier des 750. Jubiläums des Liedes „Gaude Mater Polonia“ wurde Kielcza als Herkunftsort festgelegt, da für Vincentius Vita keine Aufenthalte in der Region von Kielce, wohl aber in der Region von Kielcza ermittelt werden konnten.